# كارمين كونغ
كارمين كونغ هي لاعبة كرلنغ سويسرية، ولدت في 30 يناير 1978 في سولوتورن في سويسرا.

## وصلات خارجية
- كارمين كونغ على موقع الاتحاد الدولي للكرلنغ (الإنجليزية)
- كارمين كونغ على موقع اللجنة الأولمبية الدولية (الإنجليزية)
- كارمين كونغ على موقع أوليمبيديا (الإنجليزية)